# خلعت بوشان (كرتشمبو الجنوبي)
خلعت بوشان (بالفارسية: خلعت‌پوشان) هي قرية تقع في إيران في قسم کرتشمبو الجنوبي الريفي. يقدر عدد سكانها بـ 73 نسمة .